# Juglans nigra
Juglans nigra L., 1753 è un albero da frutto appartenente alla famiglia Juglandaceae, diffuso in America Settentrionale.

## Distribuzione e habitat
Originaria del continente nordamericano, da cui è stata nel corso del XX secolo importata e coltivata anche in Europa occidentale e orientale.

## Descrizione

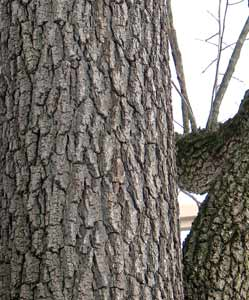
Noce Nero: corteccia

È un noce che può raggiungere i 50 metri di altezza, con tronco eretto e corteccia rugosa; il nome della pianta (Noce canaletto) deriva dai canali interni che trasportano la clorofilla. Le foglie sono decidue, alterne, composte, imparipennate con 9-23 foglioline ovato-lanceolate a margine seghettato lunghe 6–12 cm, di colore verde chiaro su entrambe le pagine. La pianta è monoica, con fiori unisessuali: quelli maschili sono riuniti in amenti ascellari penduli, provvisti di brattee e numerosi stami; quelli femminili sono terminali e riuniti in gruppetti di 1-3. I frutti sono drupe tondeggianti, solitarie o in coppia; il mallo esterno ha superficie rugosa e contiene una noce, di forma rotonda, molto legnosa, dura e rugosa che contiene al suo interno un gheriglio di qualità organolettiche elevate che possono mantenersi fino a 6 mesi, ma priva di interesse commerciale a causa dell'estrema durezza del guscio legato al gheriglio.

## Coltivazione
Il noce nero produce juglone con le radici, il quale per allelopatia, risulta tossico per altre specie di piante e non ne permette la crescita nei pressi dell'albero di noce.

## Caratteristiche del legno

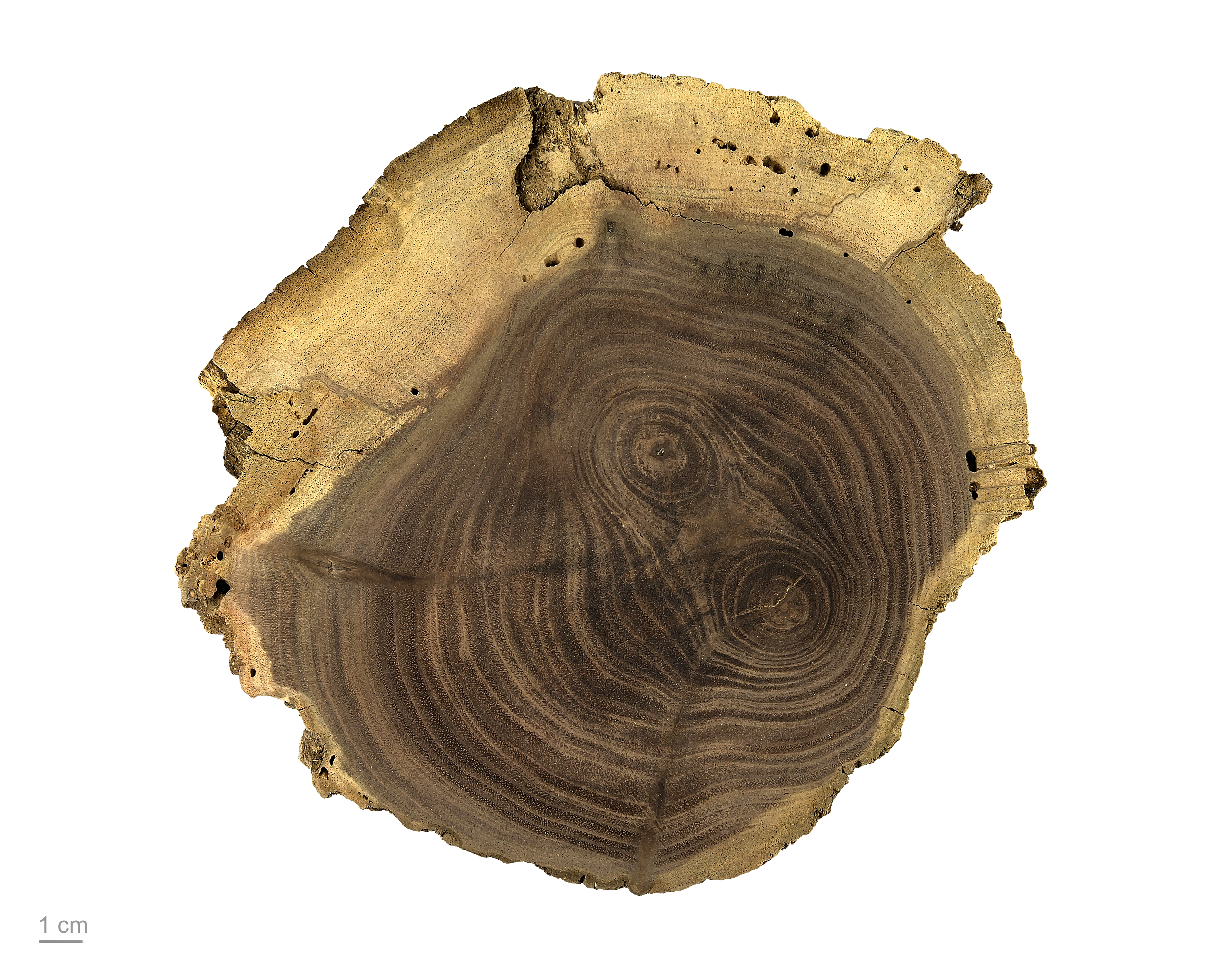
Juglans nigra

Peso specifico 650-700 kg/m3 circa, alburno bianco tendente al giallo, durame color cioccolato, talora caratterizzato da striature violacee. Differenziazione molto marcata tra alburno e durame. Poro aperto e diffuso, caratteristico del genere Juglans.
Stabilità elevata, se il legname è trattato con processo di vaporizzazione, durezza medio-elevata, durabilità elevata per il durame, scarsa per l'alburno, lavorabilità molto buona. Privo di odore.
Ha elevata concentrazione di Juglone che ne determina tossicità. Richiede evaporazione preventiva all'essiccazione. Tipico è il fenomeno della crosta che caratterizza il legname essiccato ma non evaporato. Il colore scuro ne consente l'abbinamento al legname di Juglans regia (noce nazionale), dopo opportuna decolorazione con agenti sbiancanti, quale ad esempio acqua ossigenata.

## Usi
La specie J. nigra produce una varietà di legname comunemente utilizzato in Italia e nel mondo. In Italia, il legname di questo albero è commercialmente noto come noce nero, noce canaletto o noce americano e utilizzato per mobili e impiallacciature.
In varie città dell'Europa centrale è molto usato per alberature stradali e per parchi e giardini.
È pianta visitata dalle api per il suo polline.